# Comté de Mount Magnet
Le comté de Mount Magnet est une zone d'administration locale au sud-est de l'Australie-Occidentale en Australie. Le comté est situé à 570 kilomètres au nord-est de Perth, la capitale de l'État. 
Le centre administratif du comté est la ville de Mount Magnet.
Le comté est divisé en un certain nombre de localités :
- Mount Magnet
- Boogardie
- Daggar Hills
- Paynesville

Le comté a neuf conseillers locaux et n'est plus divisé en circonscriptions.